# Dialium unifoliolatum
Dialium unifoliolatum är en ärtväxtart som beskrevs av René Paul Raymond Capuron. Dialium unifoliolatum ingår i släktet Dialium och familjen ärtväxter. Inga underarter finns listade i Catalogue of Life.